# Slauson (Línea A del Metro de Los Ángeles)
No debe confundirse con la estación de autobuses de la Línea J del Metro de Los Ángeles: Slauson.
Slauson es una estación en la línea A del Metro de Los Ángeles y es administrada por la Autoridad de Transporte Metropolitano del Condado de Los Ángeles. Se encuentra localizada en Florence (California), entre Slauson Avenue y Randolph Street.
La estación sera parte de la nueva línea de tren ligero Southeast Gateway Line hacia Artesia, California. Para ser construida para 2031.

## Conexiones de autobuses
- Metro Local: 108, 358, 611